# Nukleas

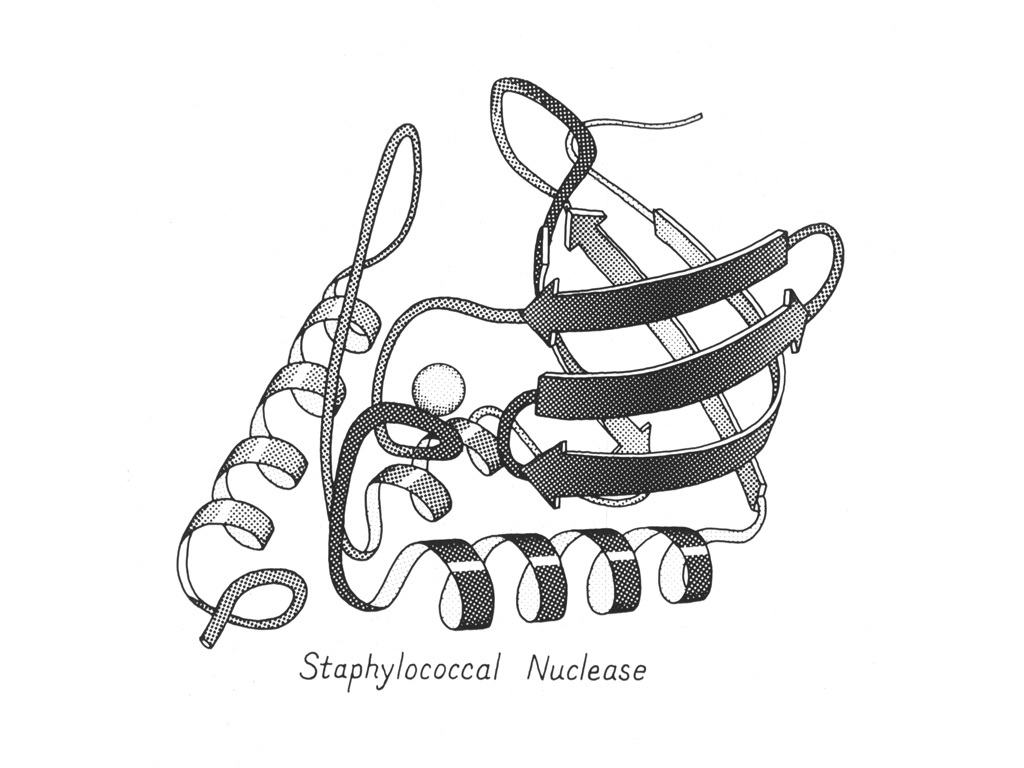
Stafylokocknukleas

Nukleas är en typ av enzymer, vars uppgift är bryta ned en DNA-sträng, en polynukleotid, och som förekommer naturligt i celler i djur, växter och bakterier som försvarsmekanism mot främmande DNA-strängar, men som normalt inte bryter ned värdcellens egen DNA.

## Klassificering av nukleaser
Nukleaser ingår i enzymklassen hydrolaser enligt The Nomenclature Committee of International Union of Biochemistry and Molecular Biology:s klassificeringssystem av enzymer, och under denna i underklassen esteraser, med Enzyme Commission-nummer EC 3.1, tillsammans med bland annat fosfodiesteraser, lipaser och fosfataser.